# Брам Ломанс
Брам Ломанс (нід. Bram Lomans, 19 квітня 1975) — нідерландський хокеїст на траві.
Олімпійський чемпіон 1996, 2000 років.
Чемпіон світу 1998 року.
Переможець Трофею чемпіонів 2002, 2003 років, бронзовий призер 1999 року.